# Go Ahead in het seizoen 1967/68
Het seizoen 1967/1968 was het 14e jaar in het bestaan van de Deventerse betaaldvoetbalclub Go Ahead. De club kwam uit in de Eredivisie en eindigde daarin op de derde plaats. Tevens deed de club mee aan het toernooi om de KNVB Beker, hierin werd in de halve finale verloren van ADO (0–1).

## Wedstrijdstatistieken

### Eredivisie
|       | ADO   | Ajax  | DOS   | DWS   | Feijenoord | Fortuna '54 | GVAV  | MVV   | NAC   | N.E.C. | PSV   | Sittardia | Sparta | Telstar | FC Twente '65 | Volendam | Xerxes/DHC '66 |
| ----- | ----- | ----- | ----- | ----- | ---------- | ----------- | ----- | ----- | ----- | ------ | ----- | --------- | ------ | ------- | ------------- | -------- | -------------- |
| Thuis | 0 – 4 | 0 – 1 | 7 – 1 | 2 – 1 | 1 – 1      | 3 – 1       | 3 – 1 | 2 – 0 | 6 – 0 | 3 – 1  | 5 – 1 | 3 – 0     | 0 – 0  | 3 – 1   | 0 – 0         | 3 – 1    | 3 – 0          |
| Uit   | 0 – 0 | 2 – 0 | 0 – 1 | 1 – 3 | 3 – 1      | 1 – 1       | 1 – 0 | 1 – 1 | 1 – 2 | 3 – 3  | 1 – 2 | 0 – 1     | 1 – 1  | 2 – 1   | 5 – 2         | 1 – 0    | 4 – 2          |

### KNVB Beker
| Groepsfase                                             | Zwolsche Boys                                      | 0 – 5 (0 – 1)                  | Go Ahead                                                                       |
| 25 februari 1968 Plaats: Zwolle Gemeentelijk Sportpark |                                                    |                                | 41', 56' Dick Schneider 60' Jan Veenstra 63' Oeki Hoekema 68' Gerard Wüstefeld |
| Groepsfase                                             | AGOVV                                              | 0 – 2 (0 – 2)                  | Go Ahead                                                                       |
| 29 februari 1968 Plaats: Apeldoorn Berg & Bos          |                                                    |                                | 30', 40' Jan Veenstra                                                          |
| Groepsfase                                             | Go Ahead                                           | 3 – 0 (1 – 0)                  | PEC                                                                            |
| 24 maart 1968 Plaats: Deventer Vetkampstraat           | Koos Knoef 40' Gerrit Niehaus 64' Jan Veenstra 89' |                                |                                                                                |
| 2e ronde                                               | N.E.C.                                             | 1 – 1 (0 – 1) Na strafschoppen | Go Ahead                                                                       |
| 28 april 1968 Plaats: Nijmegen Goffertstadion          | Ben Werts 62'                                      |                                | 33' Wietse Veenstra                                                            |
| Kwartfinale                                            | Sparta                                             | 1 – 2 (1 – 0)                  | Go Ahead                                                                       |
| 9 mei 1968 Plaats: Rotterdam Het Kasteel               | Jan van der Veen 28'                               |                                | 77' Koos Knoef 78' Wietse Veenstra                                             |
| Halve finale                                           | ADO                                                | 1 – 0 (0 – 0)                  | Go Ahead                                                                       |
| 23 mei 1968 Plaats: Den Haag Zuiderparkstadion         | Lambert Maassen 87'                                |                                |                                                                                |

### Intertoto Cup
| Groepsfase                                            | Go Ahead                                                                                 | 1 – 2 (1 – 2)    | K. Lierse SK                                              |
| 3 juni 1967 Plaats: Deventer Vetkampstraat            | Cor Adelaar 16'                                                                          | Wedstrijdverslag | 14', 26' Julien Min                                       |
| Groepsfase                                            | K. Lierse SK                                                                             | 2 – 0 (0 – 0)    | Go Ahead                                                  |
| 11 juni 1967 Plaats: Lier Herman Vanderpoortenstadion | Leo Hendrickx 61' Frans Vermeyen 66'                                                     | Wedstrijdverslag |                                                           |
| Groepsfase                                            | Go Ahead                                                                                 | 5 – 0 (1 – 0)    | FC Rouen                                                  |
| 17 juni 1967 Plaats: Deventer Vetkampstraat           | Gerard Wüstefeld 12', 50' Guy Morel 47' (e.d.) Gerrie Kattestaart 62' Dick Schneider 85' | Wedstrijdverslag |                                                           |
| Groepsfase                                            | Go Ahead                                                                                 | 3 – 1 (3 – 1)    | FC Grenchen                                               |
| 24 juni 1967 Plaats: Deventer Vetkampstraat           | Hans-Rudolf Gribi 11' (e.d.) Wietse Veenstra 24' Pleun Strik 32'                         | Wedstrijdverslag | 35' Martin von Burg                                       |
| Groepsfase                                            | FC Rouen                                                                                 | 4 – 3 (2 – 2)    | Go Ahead                                                  |
| 1 juli 1967 Plaats: Rouen Stade Robert Diochon        | Mohamed Lekkak 11' Réginald Dortomb 40' François Bruant 58' (pen.) Guy Morel 65'         | Wedstrijdverslag | 6' Pleun Strik 32' (pen.) Gerard Somer 84' Henk Kanselaar |
| Groepsfase                                            | FC Grenchen                                                                              | 2 – 0 (2 – 0)    | Go Ahead                                                  |
| 9 juli 1967 Plaats: Grenchen Stadion Brühl            | Rolf Obrecht 21' Hartmann Madl 40'                                                       | Wedstrijdverslag |                                                           |

## Statistieken Go Ahead 1967/1968

### Eindstand Go Ahead in de Nederlandse Eredivisie 1967 / 1968
| Stand | Gespeeld | Gewonnen | Gelijk | Verloren | Punten | Doelpunten voor | Doelpunten tegen |
| ----- | -------- | -------- | ------ | -------- | ------ | --------------- | ---------------- |
| 3e    | 34       | 17       | 8      | 9        | 42     | 65              | 41               |

### Topscorers
| #                    | Naam               | Goal |
| -------------------- | ------------------ | ---- |
| 1.                   | Gerrit Niehaus     | 12   |
| 2.                   | Oeki Hoekema       | 9    |
| 2.                   | Wietse Veenstra    | 9    |
| 4.                   | Peter Ressel       | 7    |
| 4.                   | Gerard Somer       | 7    |
| 6.                   | Gerard Wüstefeld   | 6    |
| 7.                   | Gerrie Kattestaart | 3    |
| 7.                   | Koos Knoef         | 3    |
| 7.                   | Jan Veenstra       | 3    |
| 10.                  | Pleun Strik        | 2    |
| 11.                  | Roel Greving       | 1    |
| 11.                  | Dick Schneider     | 1    |
| Onbekende doelpunten |                    |      |
| –                    | Onbekend           | 2    |
| Totaal               | Totaal             | 65   |

| #      | Naam             | Goal |
| ------ | ---------------- | ---- |
| 1.     | Jan Veenstra     | 4    |
| 2.     | Koos Knoef       | 2    |
| 2.     | Dick Schneider   | 2    |
| 2.     | Wietse Veenstra  | 2    |
| 5.     | Oeki Hoekema     | 1    |
| 5.     | Gerrit Niehaus   | 1    |
| 5.     | Gerard Wüstefeld | 1    |
| Totaal | Totaal           | 13   |

| #              | Naam                            | Goal |
| -------------- | ------------------------------- | ---- |
| 1.             | Pleun Strik                     | 2    |
| 1.             | Gerard Wüstefeld                | 2    |
| 3.             | Cor Adelaar                     | 1    |
| 3.             | Henk Kanselaar                  | 1    |
| 3.             | Gerrie Kattestaart              | 1    |
| 3.             | Dick Schneider                  | 1    |
| 3.             | Gerard Somer                    | 1    |
| 3.             | Wietse Veenstra                 | 1    |
| Eigen doelpunt |                                 |      |
| –              | Hans-Rudolf Gribi (FC Grenchen) | 1    |
| –              | Guy Morel (FC Rouen)            | 1    |
| Totaal         | Totaal                          | 12   |

## Voetnoten
ADO ·
Ajax ·
DOS ·
DWS ·
Feijenoord ·
Fortuna '54 ·
Go Ahead ·
GVAV ·
MVV ·
NAC ·
N.E.C. ·
PSV ·
Sittardia ·
Sparta ·
Telstar ·
FC Twente '65 ·
Volendam ·
Xerxes/DHC '66